# NDCC Almirante Saboia (G-25)
O NDCC Almirante Saboia (G-25)  é um navio de desembarque de carros de combate (NDCC) da Marinha do Brasil.
Seu nome é uma homenagem ao Ministro da Marinha, no período de 15 de março de 1985 a 15 de março de 1990, Henrique Saboia.
Foi incorporado à Royal Navy com o nome de RFA Sir Bedivere (L3004) em 18 de maio de 1967 e desincorporado em 18 de fevereiro de 2008, participando da Guerra das Malvinas e da Guerra do Golfo. F
Foi incorporado a Marinha do Brasil em 21 de maio de 2009, na cidade de Falmouth. Em 6 de agosto, pela Ordem do Dia N.º4/2009, em cumprimento a Portaria nº260/MB de 24/07/2009, teve a sua subordinação transferida da Diretoria-Geral de Material da Marinha (DGMM) para o Comando de Operações Navais (ComOpNav) e para o Comando do 1º Esquadrão de Apoio.
O navio é empregado no transporte de tropa e carga em Operações Anfíbias, Ribeirinhas e de Apoio Logístico Móvel e por ocasião dessas operações, pode executar transbordos de pessoal; Movimento Navio-Terra (MNT), por superfície ou helitransportado; abicagens; Operações Aéreas; bem como lançamentos e recolhimentos de Carros Lagarta Anfíbios (CLAnf)
|  |